# Out of order - Fuori servizio
Out of order - Fuori servizio (Abwärts) è un film del 1984 scritto e diretto da Carl Schenkel.

## Trama
Quattro impiegati rimangono intrappolati dentro un ascensore durante un weekend. Uno è un cassiere che ha rubato all’azienda molto denaro con cui intende iniziare una nuova vita. Ci sono anche due innamorati litigiosi e un giovane arrogante. Mentre aspettano di essere liberati, la tensione inizia a salire.

## Produzione
Il film è stato girato interamente a Francoforte sul Meno, nel grattacielo Silberturm, con ascensori della Kone.

## Accoglienza

### Critica
Il sito mymovies.it lo recensisce positivamente con le seguenti parole: «85 minuti di film girati nella cabina di un ascensore con suspense dall'inizio alla fine».

## Versione italiana
Il doppiaggio italiano è stato diretto da Renato Izzo per la società Gruppo Trenta presso la IMPRECOM. I dialoghi sono di Ruggero Busetti. Data del visto censura: 30 marzo 1985. È stato distribuito in sala dalla Titanus.

## Riconoscimenti
- Miglior regista al Sitges - Festival internazionale del cinema fantastico della Catalogna
- Miglior regista e Premio della Giuria al Fantasporto